# Steyr Mannlicher M1901
Steyr Mannlicher M1901 (Штайр Манліхер М1901) — самозарядний пістолет, розроблений наприкінці XIX століття. У пістолеті використана конструкція з поздовжньо-ковзним вільним (практично) затвором та нерухомим стволом. Замикання ствола відбувається за рахунок маси затвора і сили зворотної пружини. Ударно-спусковий механізм одинарної дії. Цей пістолет мав незнімний магазин, що заряджається зверху обоймою на кшталт Mauser C96. Відрізнявся простотою конструкції.

## Галерея

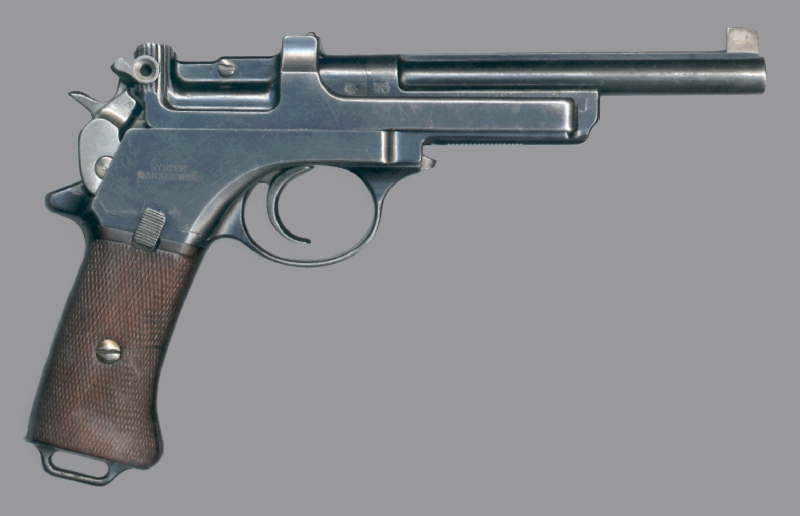
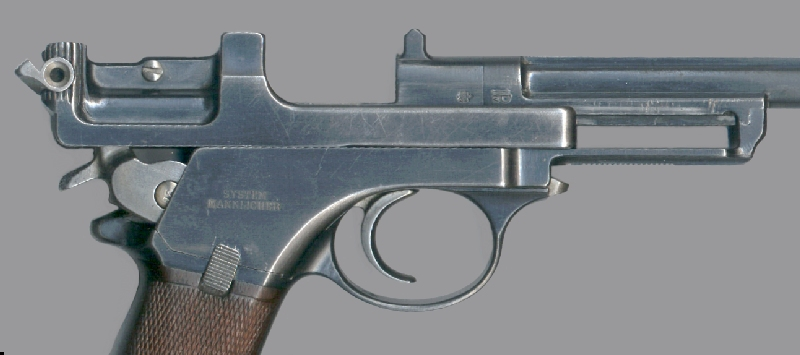
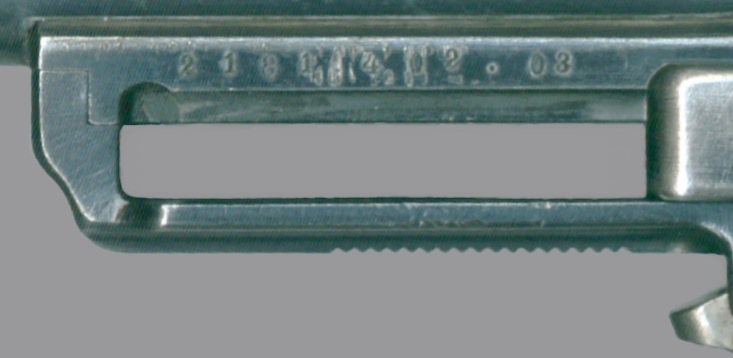
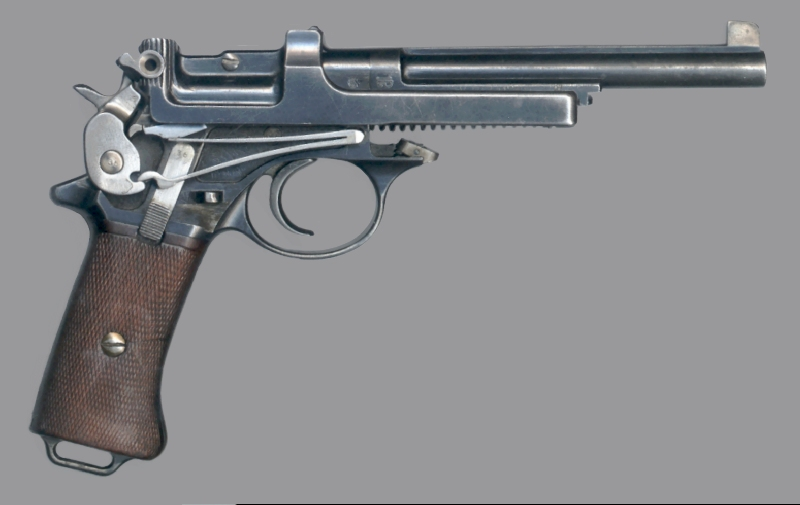
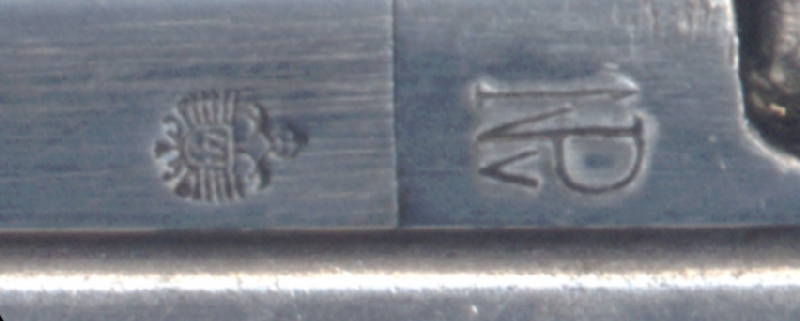
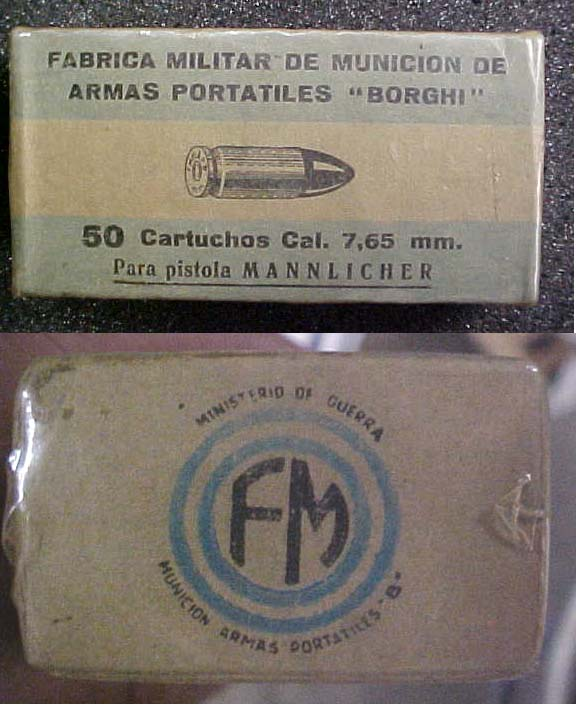
Патрони 7,65 мм Mannlicher виробництва аргентинського DGFM
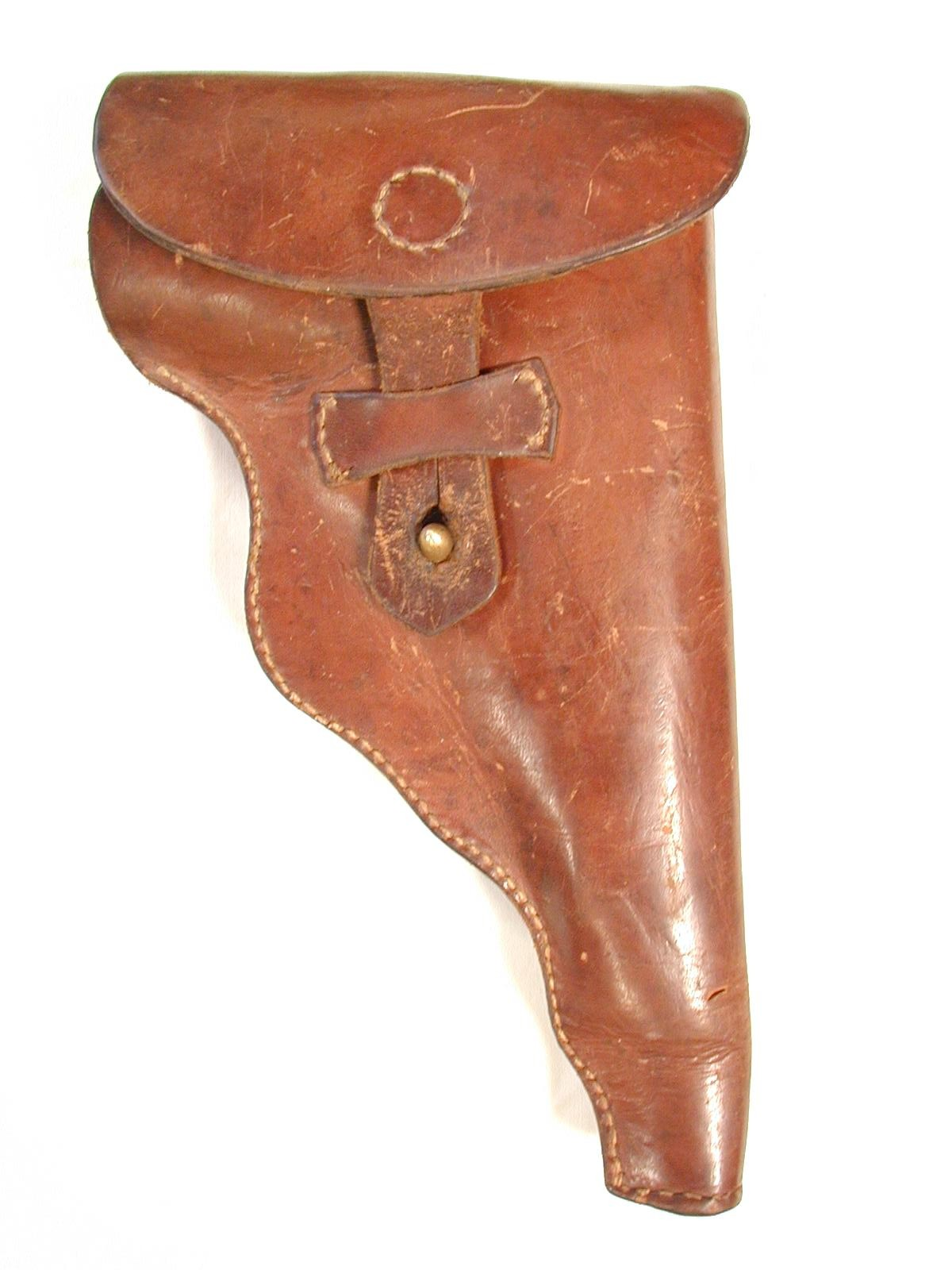
Кобура
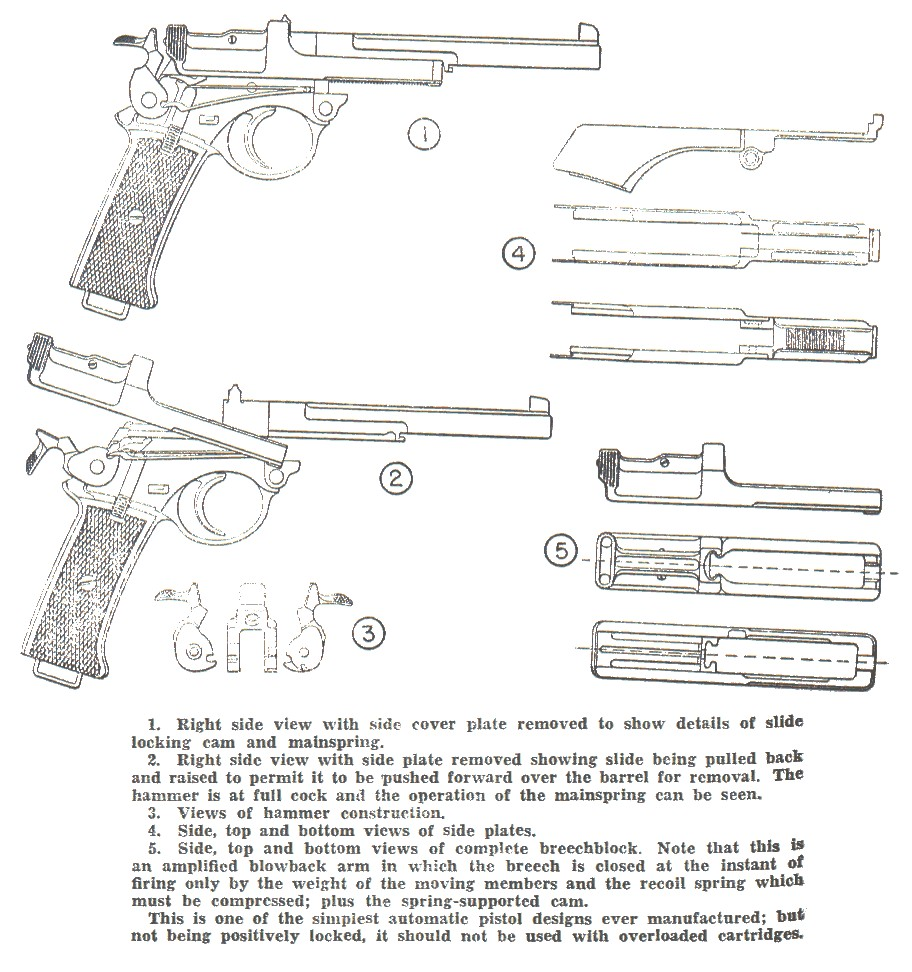